# Kilikiai Örmény Királyság

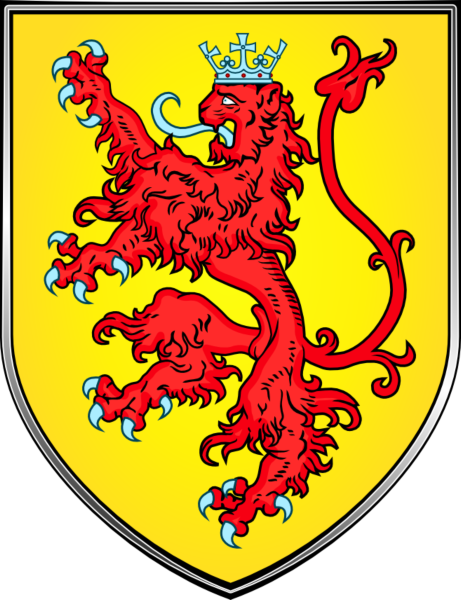
Címere

A Kilikiai Örmény Királyság, más néven Kis-Örményország (örmény nyelven Կիլիկիոյ Հայկական Թագաւորութիւն) független állam volt 1199-től 1375-ig Kilikiában, a Bizánci Birodalom területén.

## Örmény betelepülések
A 11. században örmények tömegei hagyták el hazájukat Vaspurakan és Ani királyainak vezetésével. A görögök által elvett földjeikért cserébe birtokokat kaptak a kappadókiai Sivasban, Kayseriban és Kis-Ázsiában. A második örmény betelepülés a manzikerti vereség után kezdődött, amikor a szeldzsuk törökök elfoglalták Örményországot.
A bizánci császárok gyakran bízták a keleti határok védelmét örményekre, akik cserébe nagy területeket kaptak. Ezek a katonai parancsnokok kihasználták a központi hatalom gyengülését, a külső területek rendezetlen helyzetét, és függetlenségre törekedtek, megszegve a szövetségi megállapodásokat. Gregorius Bar-Hebraeus, a szír ortodox egyház metropolitája szerint a bizánciak örményeket telepítettek azokba a kilikiai erődítményekbe, ahonnan kiűzték az arabokat.
Tarsus kormányzójának, az örmény Abulgharib Ardzruninak a családja generációk óta a bizánci császárok vazallusaként szolgált. Az ő kezén volt két fontos nyugat-kilikiai erődítmény, Barbaron és Lampron, a Kilikiai kapuktól (Gülek-hágó) délre. Később ezeket egyik tábornokának, a Pahlavuni klánhoz tartozó Osinnak, a Hetum-ház alapítójának adományozta. A Hetumidák ellenőrizték a Torosz-hegységbe vezető utat, és kezdettől fogva Bizánc vazallusai voltak. A Rupenidák gyakran kerültek konfliktusba velük a Kilikiai kapuk ellenőrzéséért. Az ellenségeskedés akkor ért véget, amikor I. Leó leányát, Izabellát Hetum vette feleségül.  

## Történelme

### Rupen-ház

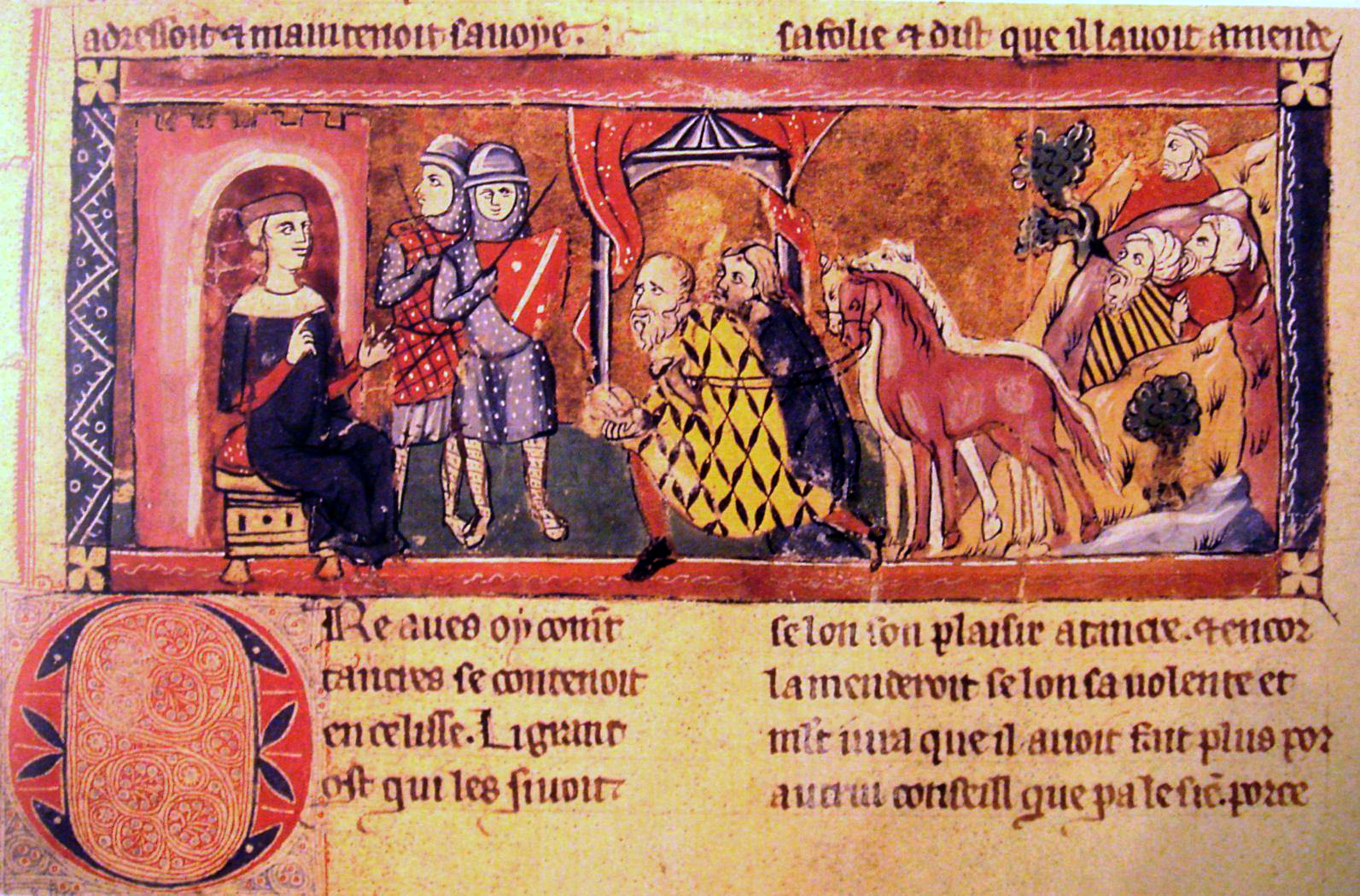
I. Balduin jeruzsálemi király fogadja az örmény küldötteket Edesszában

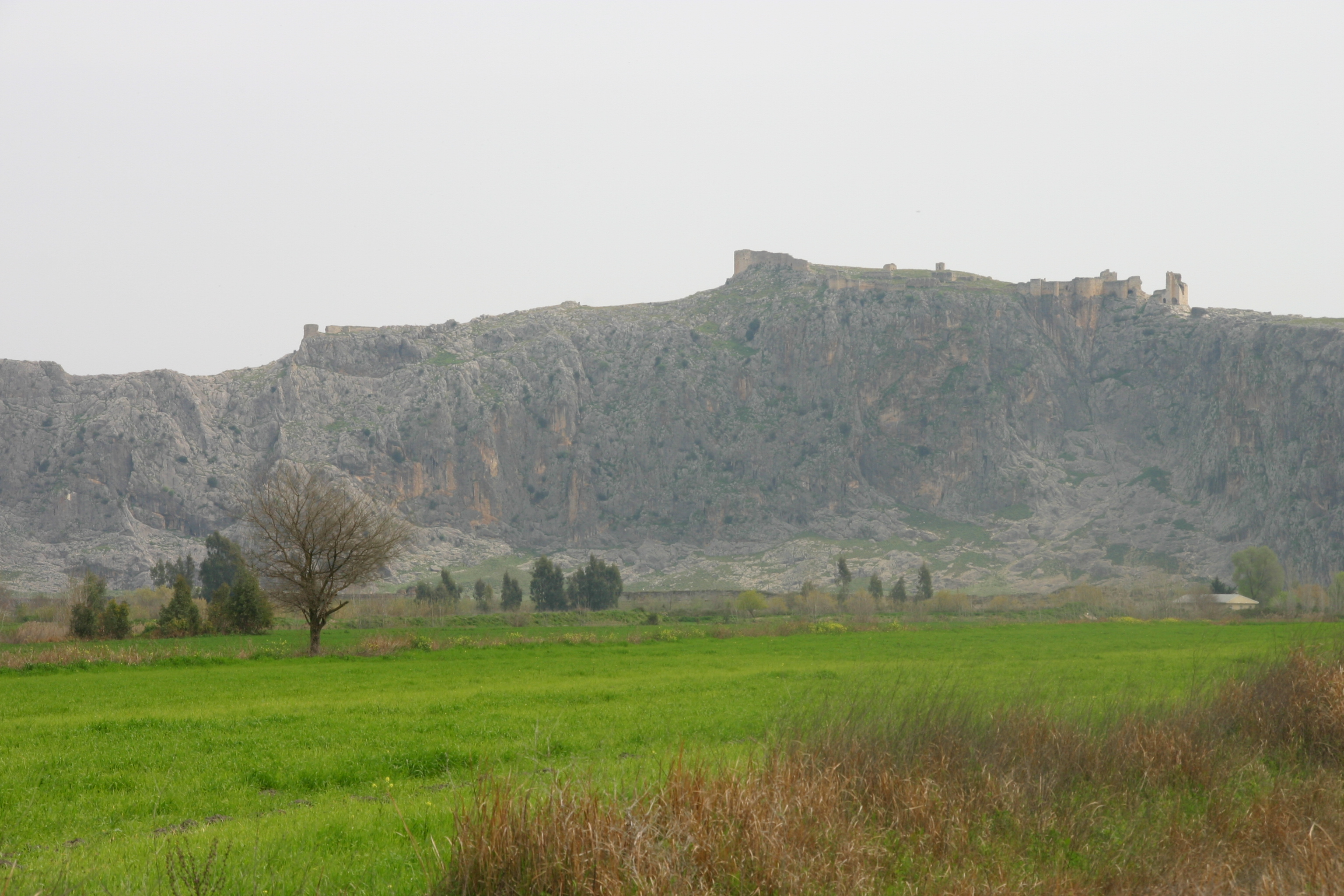
Anazarba (Anazarbos) erődítményének romjai

A Rupenidák korai története homályba vész. Anetzi Samuel szerint Rupen rokona volt az utolsó Bagratida uralkodónak, de nagyon valószínű, hogy alacsonyabb rangú családból származott, és II. Gagik örmény király meggyilkolása után, 1071 körül települt le Gobidara környékén (Kozantól északra Adana tartományban). Fia, Konstantin 1091-ben elfoglalta Vahka várát (Fekétől északra) az Aladağlar-hegységben, és ezzel megalapozta a Rupenidák uralmát Kilikiában. A Kilikiai Krónika megemlíti, hogy a keresztes hadak az örmények engedélyével békésen átkelhettek a Kilikiai kapukon. Konstantin, Lamproni Osin és a Karadagban élő szerzetesek látták el élelemmel a kereszteseket Antiokheia ostroma alatt. A keresztes lovagok hálásak voltak az örmények segítségért. Konstantint comes és báró címmel tisztelték meg, és leányát I. Joscelin edesszai gróf vette feleségül. I. Balduin jeruzsálemi király nőül vette Konstantin testvérének, a maraşi Torosznak a leányát, Ardát.
A Rupenida fejedelmek arra törekedtek, hogy hegyes területeiken kívül művelhető sík vidéki földeket szerezzenek, ellenőrzésük alá vonják a kereskedelmi utak mellett fekvő városokat, elérjék a tengerpartot és kikötőt szerezzenek. A 12. század folyamán legfőbb ellenfelük a Bizánci Birodalom volt, amelynek területén éltek.
Konstantin fia I. Torosz nem vett részt a görögök és a latin bárók közötti torzsalkodásban, akik a Kilikiai síkság városaiért harcoltak egymással. Csupán Anazarbát (Anazarbos) foglalta el a görögöktől. Megerősítette a várost, templomot emeltetett, és örmény telepeseket hívott be. Torosz birtokaira 1107-ben betörtek a törökök és raboltak. A védtelen Anazarbára támadt egy nagyobb hadsereg. 1112/13-ban újra törökök portyáztak. Torosz 1118-ban Salernói Roger segítségére sietett, Leó öccsét küldte sereg élén a ma Szíria területén fekvő Azaz ostromához. I. Kilidzs Arszlán egyik fiának is küldött katonai segítséget, amikor az arabok fellázadtak testvére, Maszúd ellen.
Torosz halála után öccse, Leó elfoglalta Mamistrát, Adanát és Tarsust, 1135-ben pedig Sarventikar várát a Ceyhan folyó alsó folyásánál. A szír határon is megvetette lábát, s ez nyugtalanította a latin bárókat. Rajmund antiochiai fejedelem, Fulko jeruzsálemi király és a maraşi Baldouin egyesített seregei betörtek Kilikiába. Bizánci büntető expedíció indult Antiokheia és Kilikia ellen. A feltartóztathatatlan bizánci csapatok elfoglalták Tarsust, Adanát, Mamistrát, és végül Anazarbát. A hegyekbe menekült Leót és családját is elfogták, és láncon vitték Konstantinápolyba. 1137/38-ban II. Ióannész bizánci császár uralkodása alatt nyolc évre Bizánc fennhatósága alá került a Rupenidák birodalma. Leó fia, II. Torosz megszökött Konstantinápolyból. Hajón, álnéven, álruhában tért vissza Kilikiába. Mar Athanasius jakobita pap vezette Amouda várához a Ceyhan folyó közelébe. Anazarbát, a Rupenidák egykori családi fészkét a törökök birtokolták. 

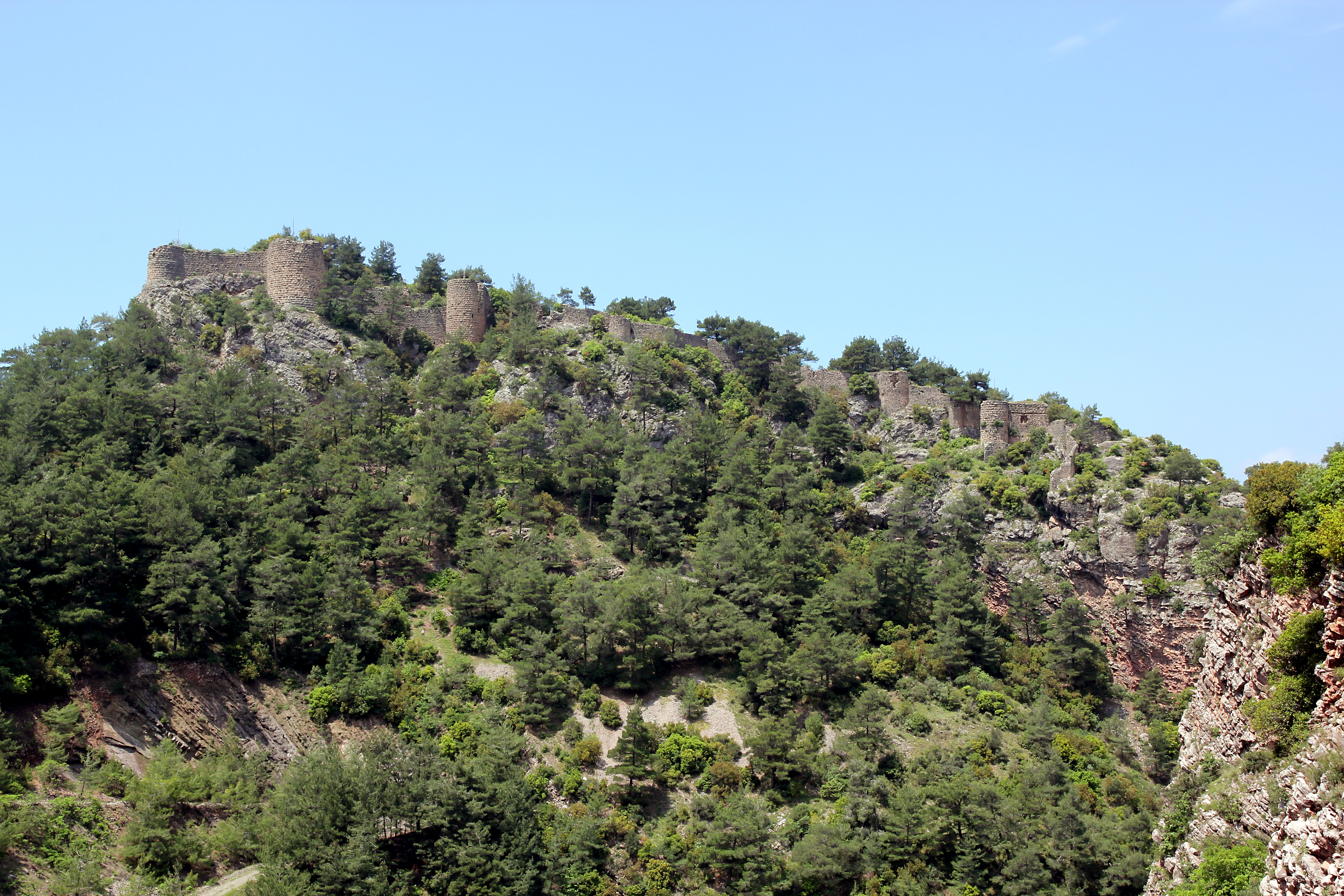
Sarventikar romjai

II. Joscelin edesszai gróf udvarába menekült testvére, Stefane csatlakozott Toroszhoz, és néhány éven belül sikerült visszaszerezniük Vahkát, Amoudát, Arioudzpert s végül Anazarbát. II. Torosz 1148-ban kezdett uralkodni Szíriai Mihály és Bar Hebraeus szerint. A Levante helyzete kedvezett Torosznak. Antiokheia az ostrom alatt elszenvedett pusztítások kijavításával foglalkozott. Kogh Vasil örmény úr Edessza és Antiokheia közötti területét elfoglalták a törökök, és egyelőre nem törtek be Kilikiába. 1152-ben Torosz elfoglalta Tell Hamdunt és Mamistrát (Mopsuestia). Manuél császár nem nézte jó szemmel terjeszkedését, 1152-ben görög és örmény vazallus csapatok ostrom alá vették Mamistrát. A éj leple alatt Torosz és katonái kitörtek a várból, és megfutamították a görögöket. Számos foglyot ejtettek, közöttük a három örmény vazallust: II. Osint Lampronból, Partzaperti Vaszilt és Braganai Dikránt. Osint szabadon engedték, miután a váltságdíj felét kifizette. Fiát, Hetumot túszként hagyta hátra, és megegyeztek, hogy Hetum feleségül veszi Torosz egyik lányát. Manuél császár rávette I. Maszúd ikóniumi szultánt, hogy támadja meg Kilikiát. Torosz behódolt Maszúdnak, és nem adta vissza Bizáncnak az elfoglalt városokat. Torosz vazallussága nem tartott sokáig, kétszer is betört Kappadókiába. Maszúd drága ajándékok ígéretével újra hajlandó volt támadni. Torosz testvére Stefan és a bagrasi (İskenderun) templomos lovagok váratlanul lecsaptak a török seregre a Belen-hágón, a Nur-hegységben. Megölték a sereg parancsnokát, a katonák szétszéledtek, és Tell Hamdun előtt legyek által terjesztett járvány tizedelte meg őket. Torosz később jó kapcsolatban állt II. Kilidzs Arszlánnal, Maszúd utódjával.

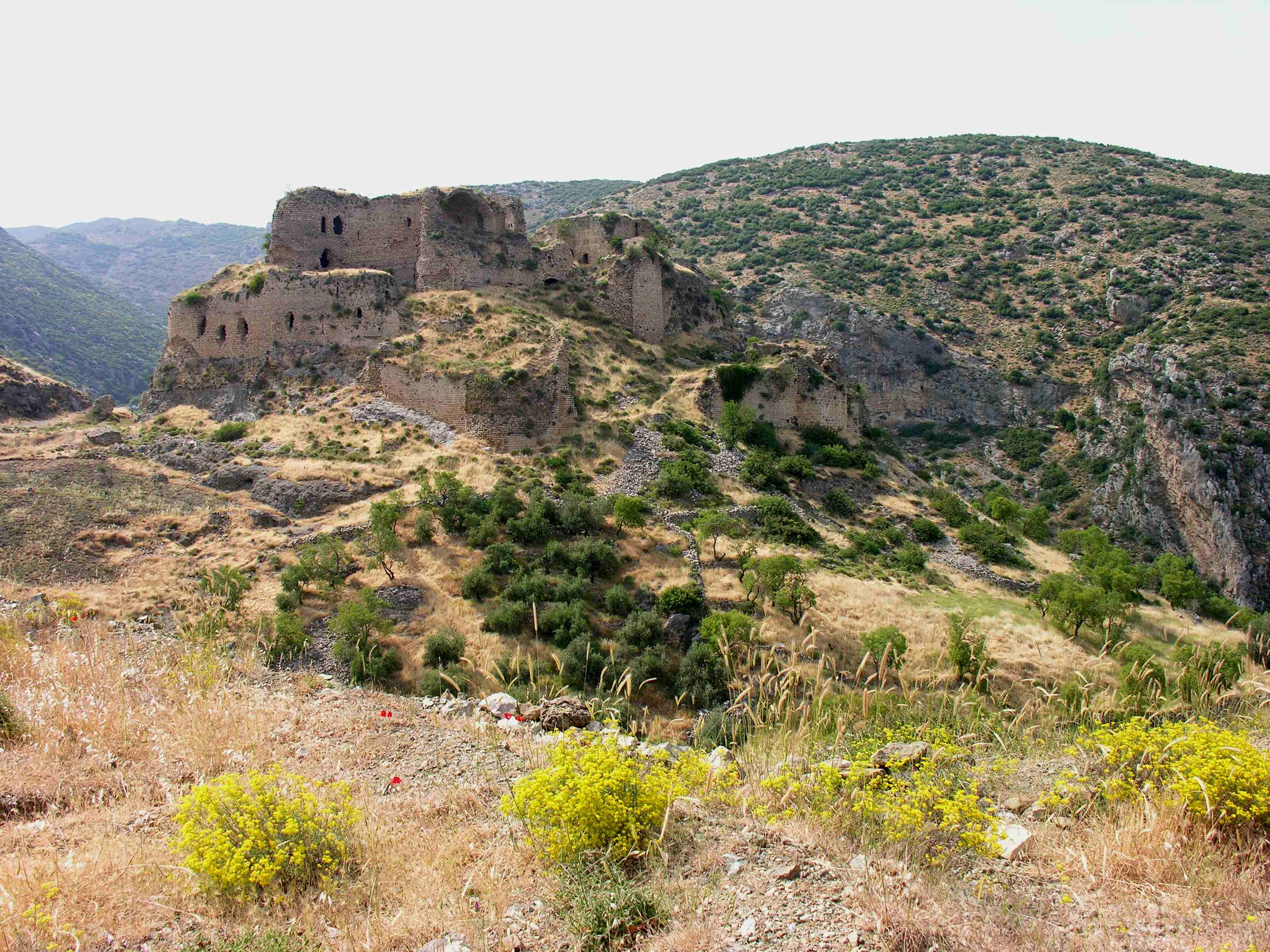
A templomos lovagok egykori várának romjai Bagrasban

Manuél császár ekkor Renaud de Châtillonhoz fordult segítségért. Renaud visszafoglalta Torosztól az Amanos-hegység várait, és átengedte előző tulajdonosának, a templomos lovagrendnek. Manuél nem küldte a beígért összeget, ezért Renaud Torosszal szövetkezett és portyázó hadjáratot indítottak közösen Ciprus ellen. Torosz jó kapcsolatban maradt a latin bárókkal, és 1157-ben részt vett Saizar és Hárim elleni közös támadásban. A ciprusi rablásra csak egy évvel később reagált a császár. Titokban készítették elő a büntető expedíciót, a görög seregek ellenállás nélkül vonultak be Kilikiába. Torosz vazallusa lett Manuél császárnak, hegyvidéki várait megtarthatta, és a Hegyek urának ismerték el. Manuél bölcsen belátta, hogy Torosz többet tehet a Bizánci Birodalomért Kilikiában, mint a konstantinápolyi börtönben. III. Rupen, Stefan legidősebb fia 1175-ben kezdett uralkodni. A latin bárókkal szövetkezett, és feleségül vette Toroni Izabellát. Anatóliai türkmén törzsek nyomultak be területének északi részére. Rupen felvette velük a harcot, foglyokat ejtett és zsákmányt szerzett. II. Kilidzs Arszlán panaszt tett Szaladin egyiptomi szultánnál, aki 1180 őszén betört Kilikiába, és Mamistra környékéről indította portyáit. Akkor vonult csak vissza, amikor Rupen kiszolgáltatta a foglyokat és a zsákmányt. Rupen 1187-ben kolostorba vonult, testvére, Leó kezdett uralkodni.

### A királyság megalakulása

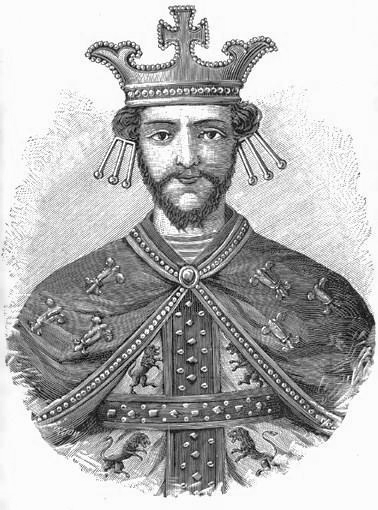
I. Leó örmény király

A harmadik keresztes hadjárat előtt a Kilikiai Örmény Báróság számított az egyik legfontosabb keresztény államnak a Levantén. Helyzete szilárd volt, szemben a latin hercegségekkel, amelyek szinte már csak három nagy városra, Antiokheiára, Türoszra és Tripolira korlátozódtak. 1189-ben III. Kelemen pápa levelet küldött Leónak és IV. Gregorius katolikosznak, amelyben katonai és pénzügyi támogatást kért a keresztesek számára. Amikor Barbarossa Frigyes örmény területekhez közeledett, Leó bárókat küldött fogadására, akik ajándékokat, élelmiszereket és fegyveres katonákat vittek a császárnak. Barbarossa halála elszomorította az örményeket, különösen Leót, aki titokban abban bízott, hogy a császár segítségével királlyá koronáztathatja magát. Leó részt vett Akko ostromában a keresztesek oldalán, és csatlakozott I. Richárd angol királyhoz Ciprus meghódításakor. Továbbra is királyi koronára vágyott, ezért támogatókat keresett. VI. Henrik német-római császárhoz és III. Celesztin pápához küldött örmény követek kedvező válasszal tértek vissza. Hildesheimi Konrád birodalmi kancellár 1197-ben két koronát vitt magával keletre, az egyiket Amalriknak, a másikat Leónak, akit 1198. január 6-án I. Leó néven koronáztak meg Tarsus katedrálisában, I. Konrád mainzi érsek jelenlétében. Az örmények egykori királyságuk helyreállítását látták az eseményben.
Leó Henrik vazallusa lett. Királysága Isauriától a Nur-hegységig terjedt. Elfoglalta Lampront, és Hetumot börtönbe vetette. Később szabadon engedte és követségbe küldte a pápai és császári udvarhoz. 
Leó ügyes diplomata és bölcs politikus volt. Jó kapcsolatokat ápolt a pápával,  elnyerte a Német Lovagrend és johanniták támogatását. A lovagrendeknek várakat és területeket adományozott. Genova és a Velencei Köztársaság kereskedői különleges jogokat élveztek a királyságában. Leó második felesége Amalrik ciprusi és jeruzsálemi király leánya lett. I. János jeruzsálemi királyhoz adta első házasságából született leányát, Stefánia jeruzsálemi királynét, I. Theodórosz nikaiai császár León testvérének lányát, Filippát vette nőül. Leó 1219-ben meghalt, kiskorú lányát, Izabellát nevezte meg örökösének. Lamproni Konsztantin régens Poitiers-i Fülöp antiochiai herceghez adta feleségül. Fülöp nem lett tagja az örmény apostoli egyháznak, és a latin bárókat részesítette előnyben az örmény nemesekkel szemben. A régens parancsára elrabolták, börtönbe zárták és megmérgezték. Ezt követően saját fiához, Lamproni Hetumhoz kényszerítette Izabellát. Ezzel véget ért a két család ellenségeskedése.

### Hetum-ház (Szaven-Pahlavuni ház kilikiai ága)

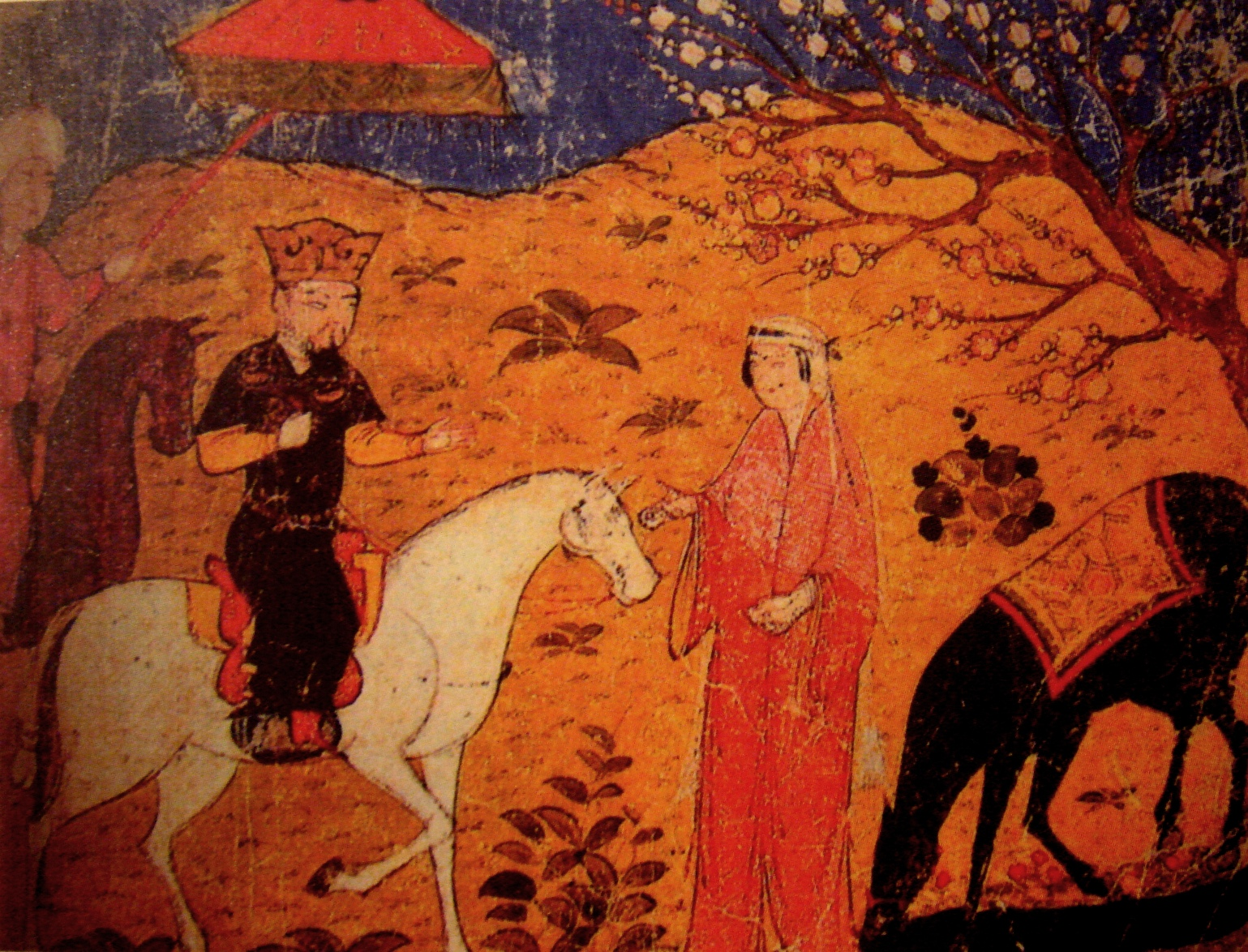
Gázán ilhán

I. Hetum uralkodásának első évei viszonylag békésen teltek. 1233-ban I. Alá-ad-Dín Kajkobád betört Kilikiába, és adót vetett ki a királyságra. Újra támadtak a szeldzsukok 1245–46-ban, mert Hetum Ögödej mongol nagykán hadvezérének, Bajdzsunak kérésére kiadta II. Gijász ad-Dín Kajhuszrau örmény területre menekült feleségét és lányát. Hetum azért cselekedett így, mert felismerte a mongol veszélyt. 1247-ben öccse Szempad, a hadsereg parancsnoka követségbe indult Karakorumba, hogy az örmény–mongol szövetségről tárgyaljon. Három év múlva szövetségi szerződéssel tért vissza, ami garantálta a királyság területi egységét. A mongolok ígéretet tettek arra is, hogy segíteni fognak a szeldzsukok által elfoglalt várak visszaszerzésében. 1253-ban Hetum is felkereste a Möngke mongol nagykán udvarát Karakorumban. I. Hetum volt az első uralkodó, aki saját elhatározásából utazott a Mongol Birodalomba. 
1256-ban a szövetség megerősítésével, ígéretekkel és ajándékokkal tért vissza Kilikiába. Az ilhánok udvarát is felkereste. Örmény csapatok harcoltak a mongolok oldalán Anatóliában és Szíriában. Hetum visszaszerezte a szeldzsukok által elvett várakat és Kogh Vaszil örmény úr egykori területének részeit. 1259-ben győzelmet aratott IV. Kilidzs Arszlán seregei felett. A mongolok uralma meggyengült Szíriában, elvesztették Damaszkuszt és Aleppót. Az örmény királyság Az-Záhir Bajbarsz egyiptomi szultánnal találta magát szemben. Hetum tárgyalásba bocsátkozott Bajbarsszal, követeket cseréltek, de a szultán túlzott követeléseket támasztott. Hetum látta, hogy a háború küszöbön áll, ezért Tebrizbe ment, hogy segítséget kérjen. Bajbarsz Hetum távollétében lerohanta Kilikiát szövetségesével, II. al-Manszúr hamái emirrel. Pusztítottak, raboltak, foglyokat ejtettek, Hetum fiát, Leót is elhurcolták. A Tebrizből visszatért Hetumot mélyen lesújtotta országának helyzete. Amikor Leó fogolycserével kiszabadult, Hetum kolostorba vonult, utódja fia, II. Leó kezdett uralkodni. Az örményeknek át kellett adniuk Bajbarsznak a Nur-hegység várait, és a szíriai határ melletti területeket.

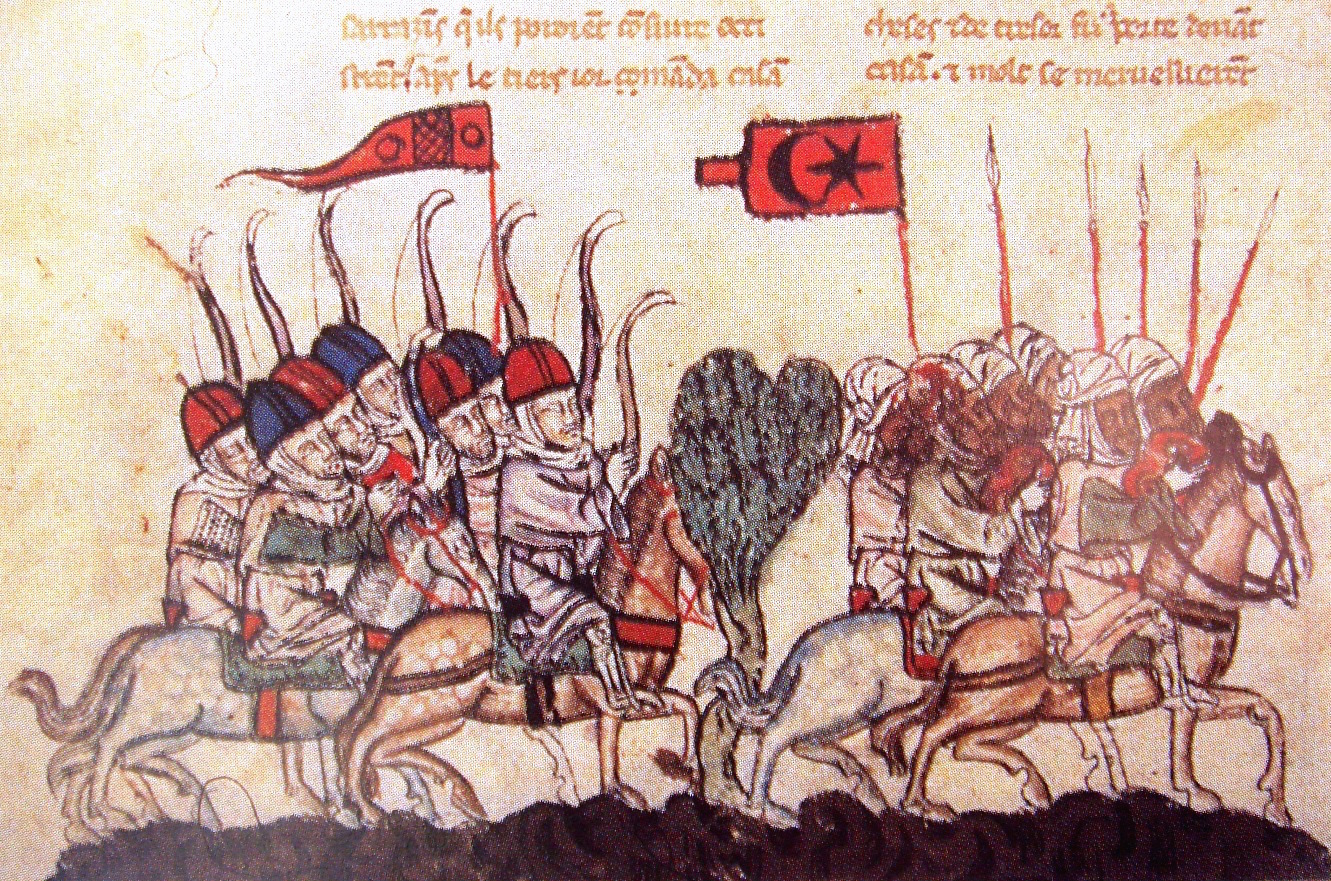
A mongol győzelemmel végződött 1299-es csatát ábrázoló illusztráció Korikoszi Hetum örmény szerzetes és történetíró La Flor des Estoires d’Orient című munkájából

Antiokheia elesett, a templomosok elhagyták bagrasi erődítményüket, szabadon állt az út Kilika felé. II. Leó hitt abban, hogy a mongol–keresztény szövetség visszaszerezheti a Szentföldet. Abáká ilhán azonban hiába küldött követeket I. Eduárd angol királyhoz és V. Ince pápához, segítség nem érkezett. 1275-ben a mamlúkok újra betörtek Kilikiába, Korikoszig jutottak el. 1281-ben Abáká ilhán örmény és grúz segédcsapatokkal vissza akarta szerezni Szíriát. Al-Manszúr Kaláún egyiptomi szultán személyesen vezette a mamlúk sereget és győzött. Az 1285-ben kötött 10 évre szóló fegyverszünet évi egy millió dirham adóra kötelezte az örményeket. 1289-ben II. Hetum kezdett uralkodni. 1292-ben, Al-Asraf Halíl egyiptomi szultán uralkodása idején betörtek a mamlúkok Kilikiába, és megszegték a fegyverszünetet. II. Hetum 1293-ban átadta a hatalmat III. Torosznak, és kolostorba vonult. De két évvel később visszahívták a politikai helyzet miatt. Hetum tovább erősítette királysága és Ciprus kapcsolatát. Húgát, Izabellát II. Henrik ciprusi király testvére, Amalrik vette feleségül. Rita húga IX. Mikháél (Palaiologosz) bizánci császár felesége lett. 
A mamlúk invázió  veszélye továbbra is fennállt. II. Hetum tisztelgő látogatást tett az új perzsa ilhán, Gázán udvarában, aki katonai segítséget ígért a mamlúkok ellen. 1299 decemberében katonai expedíciót vezetett Szíria visszafoglalására. II. Hetum seregében örmény területén élő johanniták és templomosok is harcoltak. A mongolok és szövetségeseik vereséget mértek I. An-Nászir Muhammad egyiptomi szultán seregeire. A győzelem után Gázán visszavonult, és az egyiptomiak visszafoglalták Szíriát. 1303-ban a mongol–örmény hadak ismét megkísérelték Szíria visszafoglalását, de sikertelenül. Hetum újra kolostorba vonult, unokaöccse, III. Leó lett a király. De Hetum visszatért, és Leóval együtt legyőzték a mamlúkokat Baghrasnál. 1307-ben Leó és Hetum küldöttség élén felkereste Gázán tábornokát, Bularghut, a mongolok kilikiai képviselőjét Anazarba közelében, aki a szövetség ellenére kivégeztette Leót, Hetumot és a küldötteket. I. Osin támogatta az örmény egyház és római katolikus egyház egyesülésének gondolatát, ezért az örmény bárók 1320-ban meggyilkolták. IV. Leó uralkodása alatt kétszer is betörtek Kilikiába I. An-Nászir Muhammad egyiptomi szultán seregei. Leó is támogatta az örmény és a római katolikus egyház egyesülését, emiatt a bárók 1341-ben megölték.

### Lusignan-ház örmény ága
IV. Leó utód nélkül halt meg, a koronát a Lusignan-házhoz tartozó Guy de Lusignan, Szaven-Pahlavuni Izabella ciprusi régensné fia örökölte. II. Konstantin néven kezdett uralkodni. A latin rítusú katolikus egyházhoz tartozó és népszerűtlen Konstantint az örmény bárók 1344-ben meggyilkolták.
I. Péter ciprusi király 1360-ban elfoglalt néhány kilikiai tengerparti várost, és örmény királynak kiáltotta ki magát. 1369-ben a bárók meggyilkolták. V. Leó volt az utolsó örmény uralkodó. 1375-ben a mamlúkok elfoglalták a fővárost, Sziszt, és V. Leó fogságba esett. Váltságdíj ellenében szabadon engedték, Párizsban hunyt el 1393-ban. A címzetes örmény királyi címet I. Jakab ciprusi király örökölte. II. Jakab ciprusi király és címzetes örmény király halálával 1473-ban kihalt a Lusignan-ház. Felesége, I. Katalin ciprusi királynő örökölte az örmény címzetes királyi címet. 1515-ben a Kilikiai Örmény Királyság az Oszmán Birodalom része lett.

## A Kilikiai Örmény Királyság uralkodóinak listája
- A Kilikiai Örmény Királyság uralkodóinak listája